# 鸠兹广场站
鸠兹广场站（建设时期曾命名为北京路站）是中华人民共和国安徽省芜湖市镜湖区中山北路、黄山中路、北京西路合围地块内的一座单轨车站，是芜湖轨道交通1号线和2号线的换乘站，亦是芜湖轨道交通现时唯一的换乘站。该站也是2号线的西侧终点站。2021年11月3日投入运营。
鸠兹广场站地处芜湖市中心最繁华地段，毗邻鸠兹风景区、镜湖风景区、安徽师范大学赭山校区、中山路步行街等商业设施、高等院校及旅游景点，且该站为芜湖轨道交通1号线及2号线唯一的换乘车站，因此该站成是芜湖轨道交通系统中最繁忙的站点。

## 车站结构
鸠兹广场站为地上三层车站，一层为出入口及商业设施，二层为车站大堂，三层为车站站台，中部设有一个岛式站台，供1号线往白马山站及2号线落客及始发使用，两侧设两个侧式站台，北侧站台为1号线往保顺路站使用，南侧侧式站台为2号线备用站台，暂未启用。所有站台均设有半高屏蔽门。
车站西南侧为芜湖轨道交通控制中心大楼，车站西侧上方设置芜湖轨道交通调度大厅，均与车站共构设置。

### 车站楼层
| 地上三层          | 站台层       | \| 側式 · 開右邊车门 \| \| \| \| \| \| █ 1号线往保顺路（中山北路） \| \| \| \| █ 1号线往白马山（环城北路） \| \| 島式 · 開右邊车门 \| \| \| \| \| \| █ 2号线往万春湖路（文化路） \| \| \| \| █ 2号线备用站台 \| \| 未啟用 · 側式 \| \| \| |
| 地上二层          | 站厅         | 客服中心、自动售票机、验票机 |
| 地面              | 出入口及商业 | 1、2、3出入口及附属商业设施 |
| 側式 · 開右邊车门 |              | |
|                   |              | █ 1号线往保顺路（中山北路） |
|                   |              | █ 1号线往白马山（环城北路） |
| 島式 · 開右邊车门 |              | |
|                   |              | █ 2号线往万春湖路（文化路） |
|                   |              | █ 2号线备用站台 |
| 未啟用 · 側式     |              | |

## 车站出口
鸠兹广场站共设6个出口，目前开放4个出入口，各出口及周围设施如下所示：
| 出口编号                | 照片 | 地点         | 可到达目的地                                                   |
| ----------------------- | ---- | ------------ | -------------------------------------------------------------- |
| 1 · A · 出口            |      | 黄山中路北侧 | 安徽师范大学（赭山校区）                                       |
| 1 · B · 出口            |      | 黄山中路南侧 | 安徽师范大学夜大学（东楼）、安徽师范大学附属幼儿园、殷家山花园 |
| 1 · C · 出口 · （设有） |      | 黄山中路南侧 | 鸠江饭店、安徽启迪教育集团、电信大楼、移动大楼、铁佛花园       |
| 1 · D · 出口            |      | 黄山中路南侧 | 明远集团、华亿国际、中山路步行街、阳光绿苑（暂未启用）         |
| 2 · 出口                |      | 黄山中路南侧 | 鸠兹广场、镜湖公园（暂未启用）                                 |
| 3 · 出口                |      | 黄山中路南侧 | 明远集团、华亿国际、中山路步行街、阳光绿苑                     |
| 图例： 设有             |      |              |                                                                |

## 接驳交通

### 公交车
- 徽商城：1、3、14、15、24、25、34、35、41、46、101、108路
- 鸠江饭店：1、3、14、22、24、33、44、101、103、104、105、108路
- 鸠兹广场：4、6、8、12、16、21、31、42、107A、107B、109、109夜班、111、503晚班、505路、505弋矶山线、506、K503路
- 电讯大楼：3、6、12、16、21、22、42、101、109、109夜班、111、505、505弋矶山线、506路

## 图集

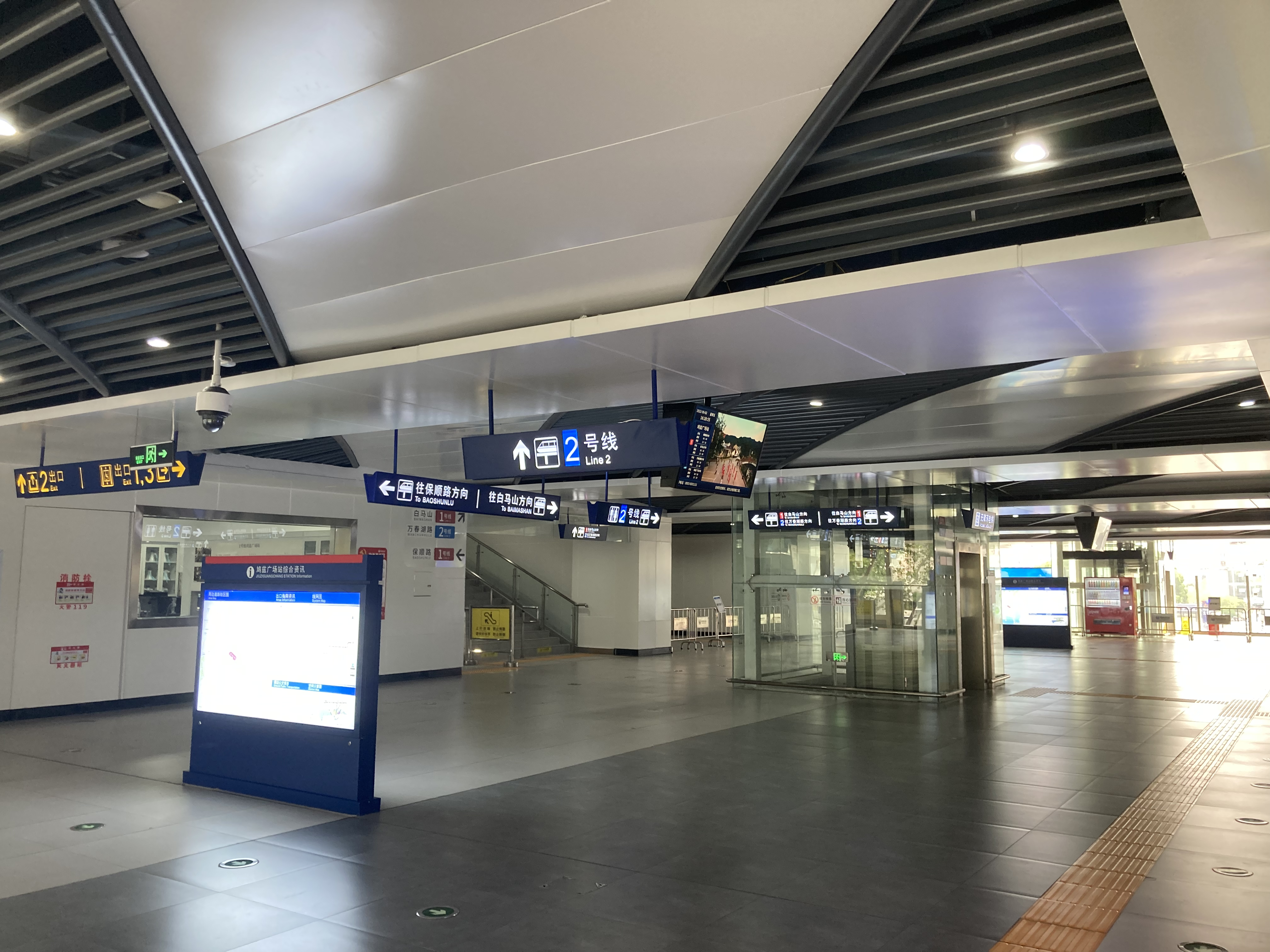
车站站厅。
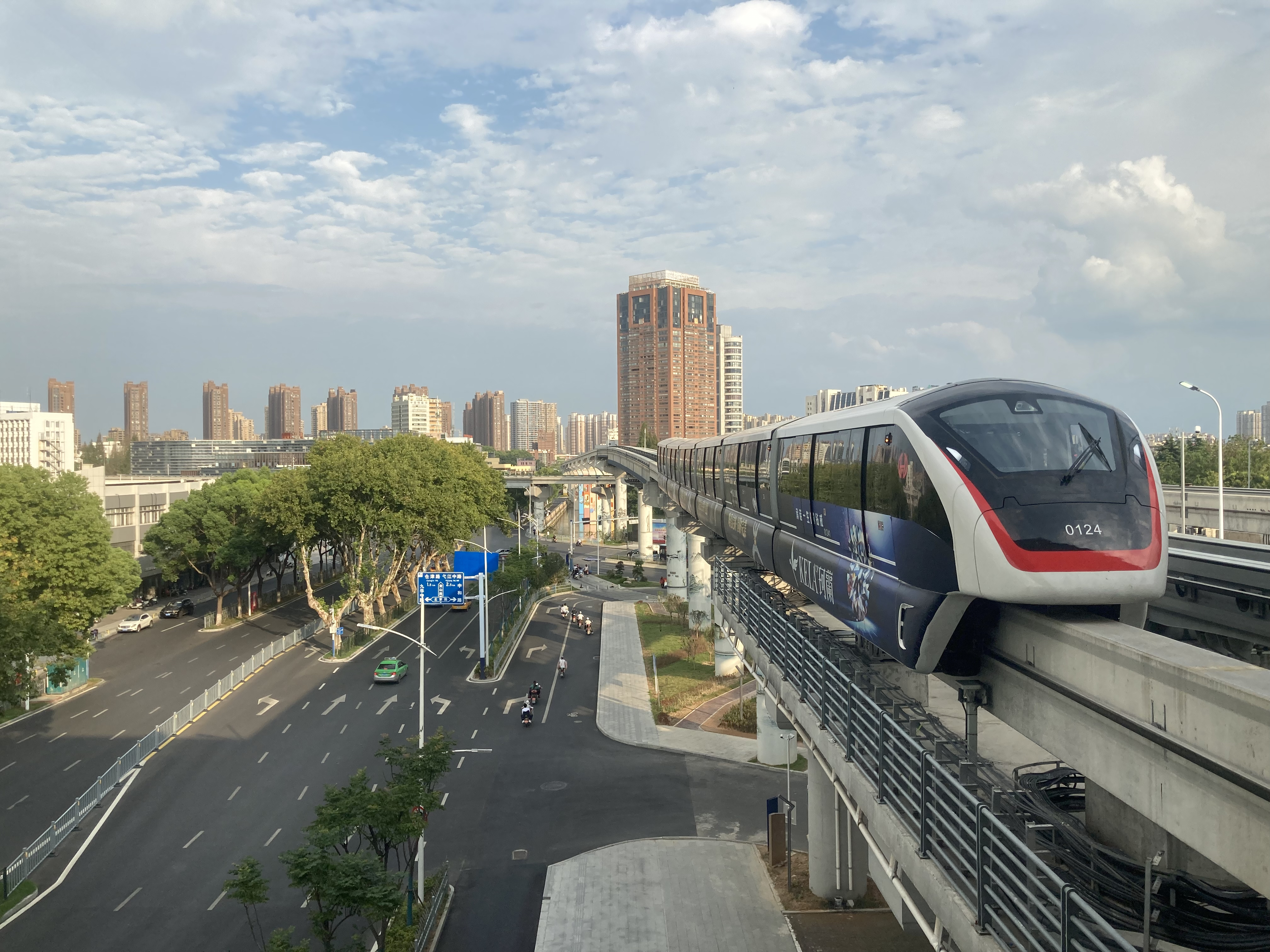
1号线上行驶入车站。
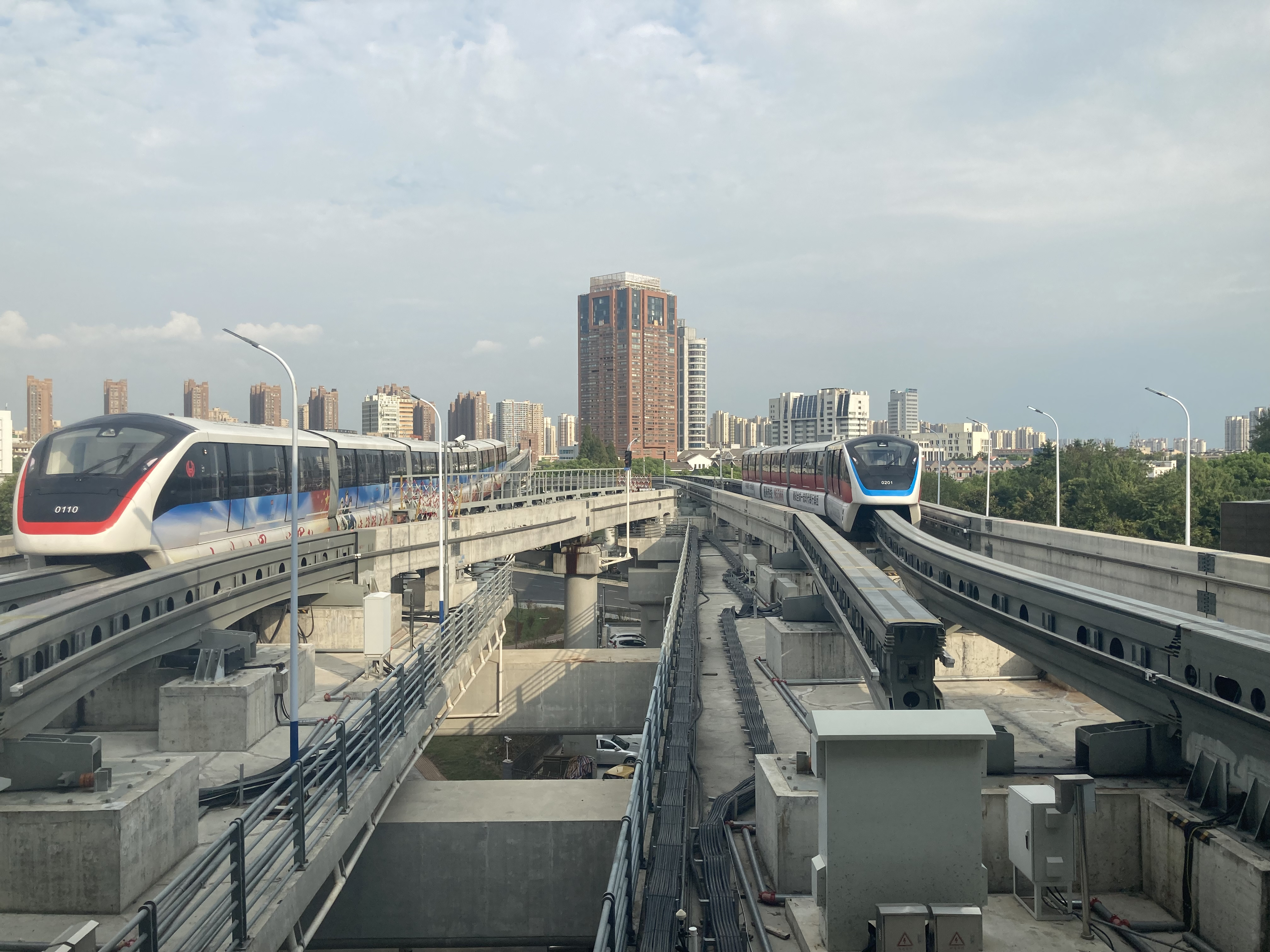
1号线及2号线驶出车站。
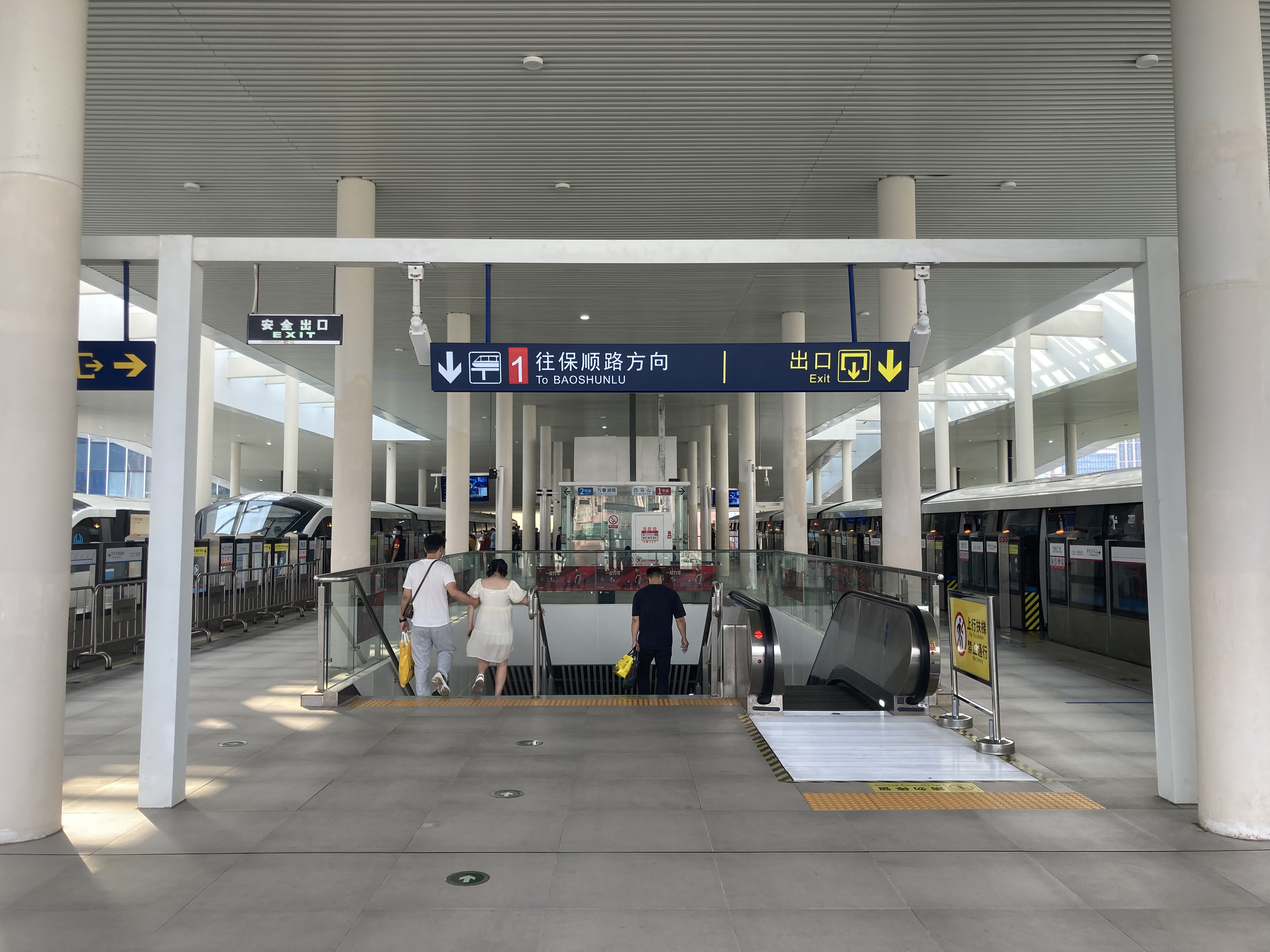
车站中部岛式站台。
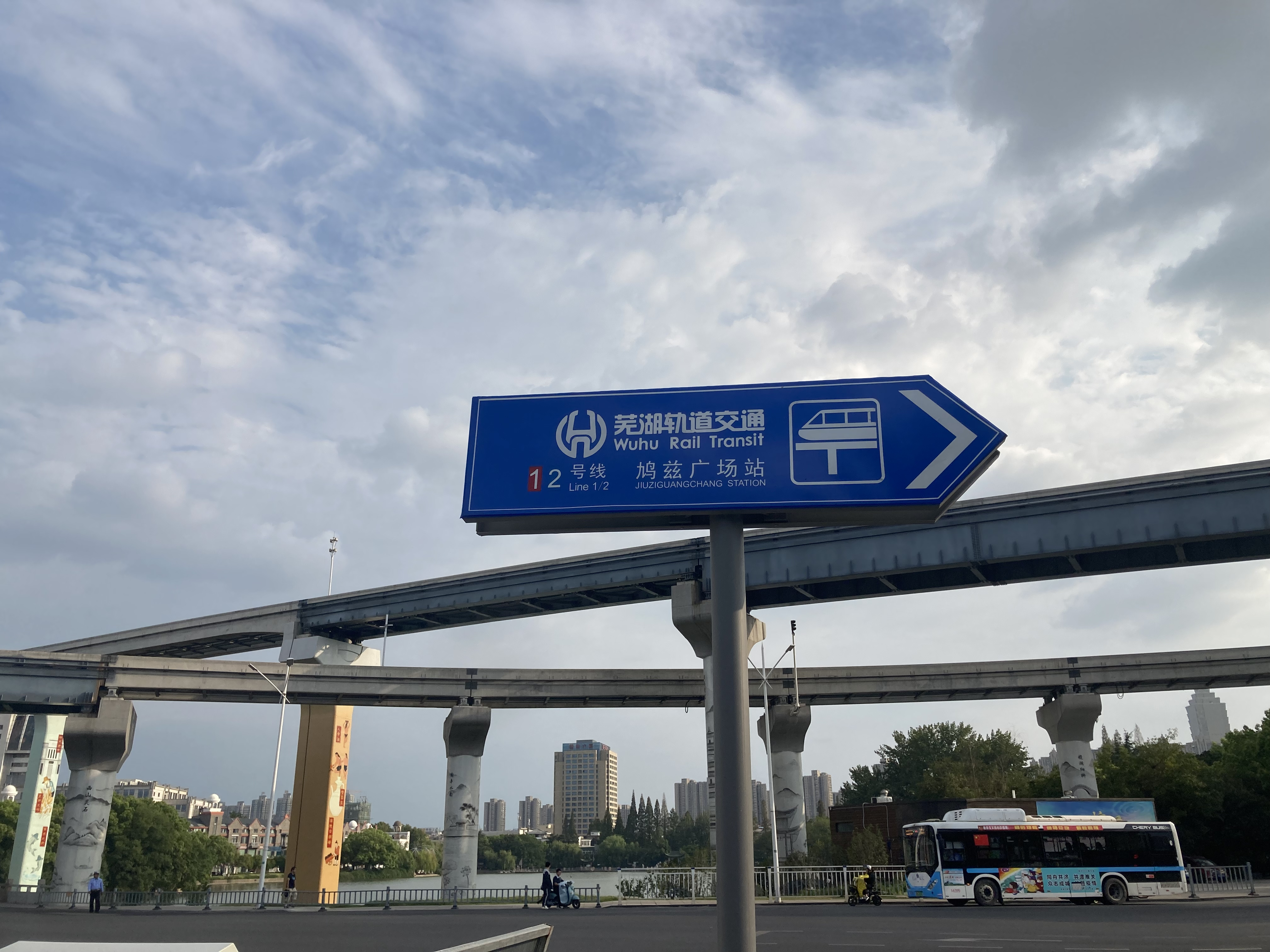
车站外指标标牌，后方为1号线轨道上跨2号线。
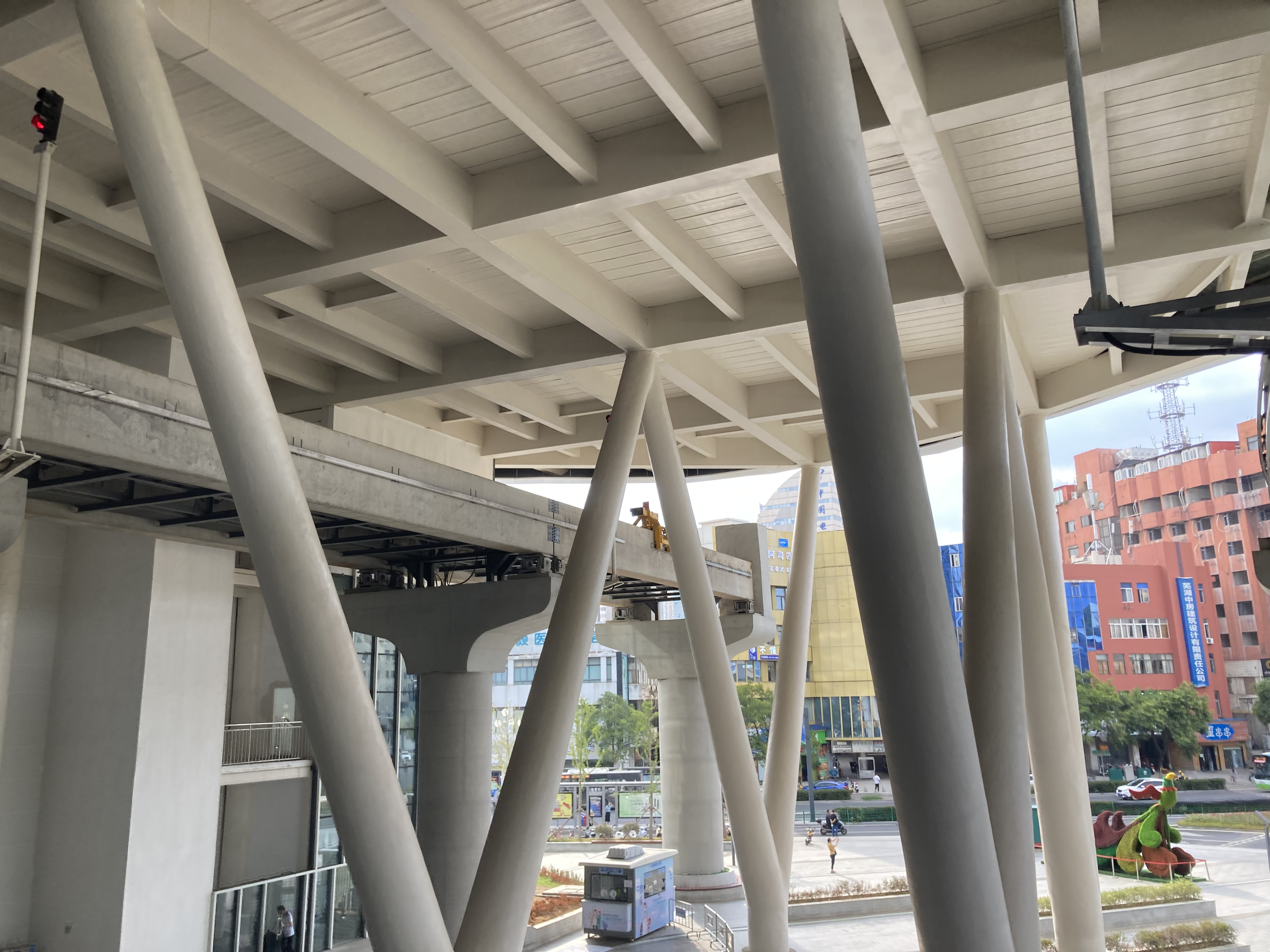
车站西侧2号线轨道尽头及挡车器。
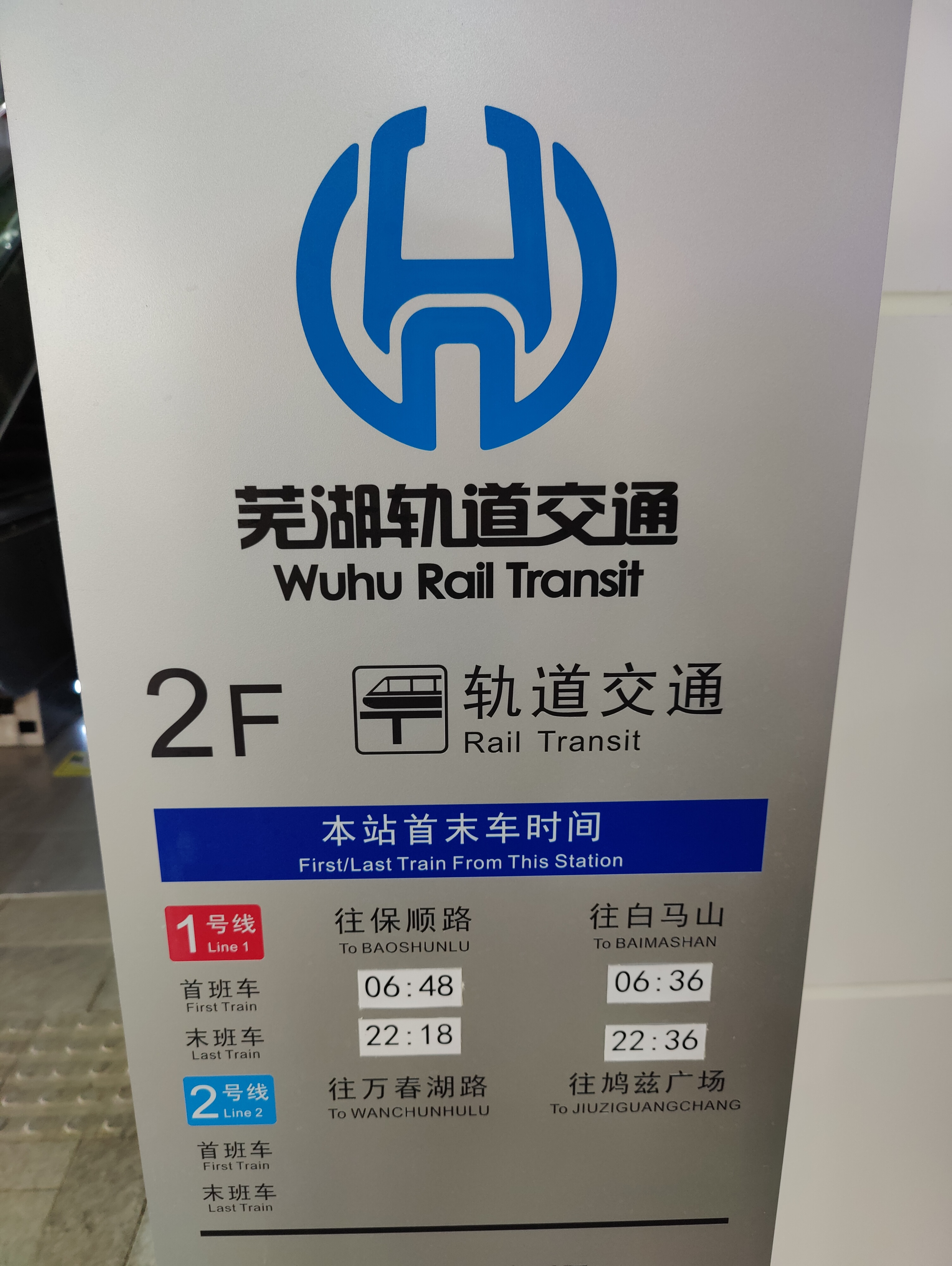
车站首末时间表。